# Station Kraków Łobzów
Station Kraków Łobzów is een spoorwegstation in de Poolse stad Krakau. Het station ligt in de wijk Krowodrza.